# Carl Wilhelm Borchardt
Carl Wilhelm Borchardt (Berlim, 22 de fevereiro de 1817 — Rüdersdorf, 27 de junho de 1880) foi um matemático alemão.
Foi membro da Academia de Ciências da Baviera e da Academia de Ciências de Göttingen (desde 1864).

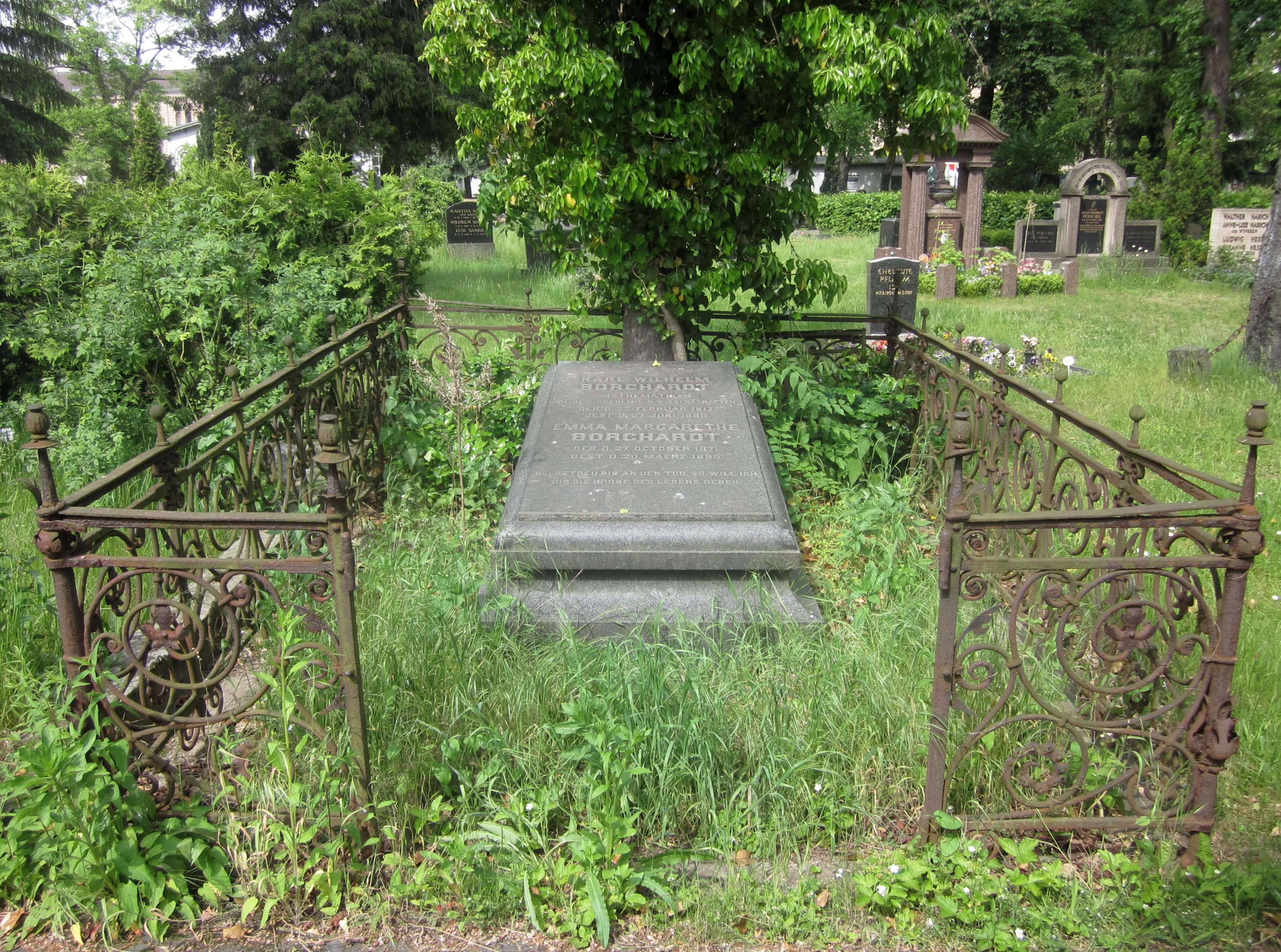
Sepultura de Borchardt em Berlim-Kreuzberg, Friedhöfe vor dem Halleschen Tor

## Publicações
- Neue Eigenschaft der Gleichung, mit deren Hülfe man die seculären Störungen der Planeten bestimmt. In: Journal für die reine und angewandte Mathematik. Band 30, Nr. 1, 1846, S. 38–45.
- Sur la quadrature définie des surfaces courbes. In: Journal de Mathématiques Pures et Appliquées. Band 19, 1854, S. 369–394.
- Untersuchungen über die Theorie der symmetrischen Funktionen. In: Bericht über die zur Bekanntmachung geeigneten Verhandlungen der Königl. Preuss. Akademie der Wissenschaften zu Berlin. 1855, ZDB-ID 212335-6, S. 165–171.